# Santa Magdalena de Pulpis
Santa Magdalena de Pulpis (valencianisch: Santa Magdalena de Polpís) ist eine Gemeinde (municipio) in Ostspanien, nahe der Costa del Azahar, an der nördlichen Grenze der Provinz Castelló. Santa Magdalena de Pulpis hat 768 Einwohner (Stand: 2024). 

## Lage
Santa Magdalena de Pulpis liegt etwa 55 Kilometer nordnordöstlich von Castelló de la Plana und etwa 115 Kilometer nordnordöstlich von Valencia in einer Höhe von ca. 125 m. Durch die Gemeinde führt die Autopista AP-7.

## Bevölkerungsentwicklung
| Jahr      | 1900 | 1950 | 1970 | 1981 | 1991 | 2001 | 2011 | 2021 |
| Einwohner | 1481 | 1002 | 803  | 749  | 749  | 734  | 844  | 762  |

## Sehenswürdigkeiten
- Burganlage, die ursprünglich durch die Mauren errichtet wurde
- Magdalenenkirche (Iglesia de Santa Magdalena)
- Rathaus

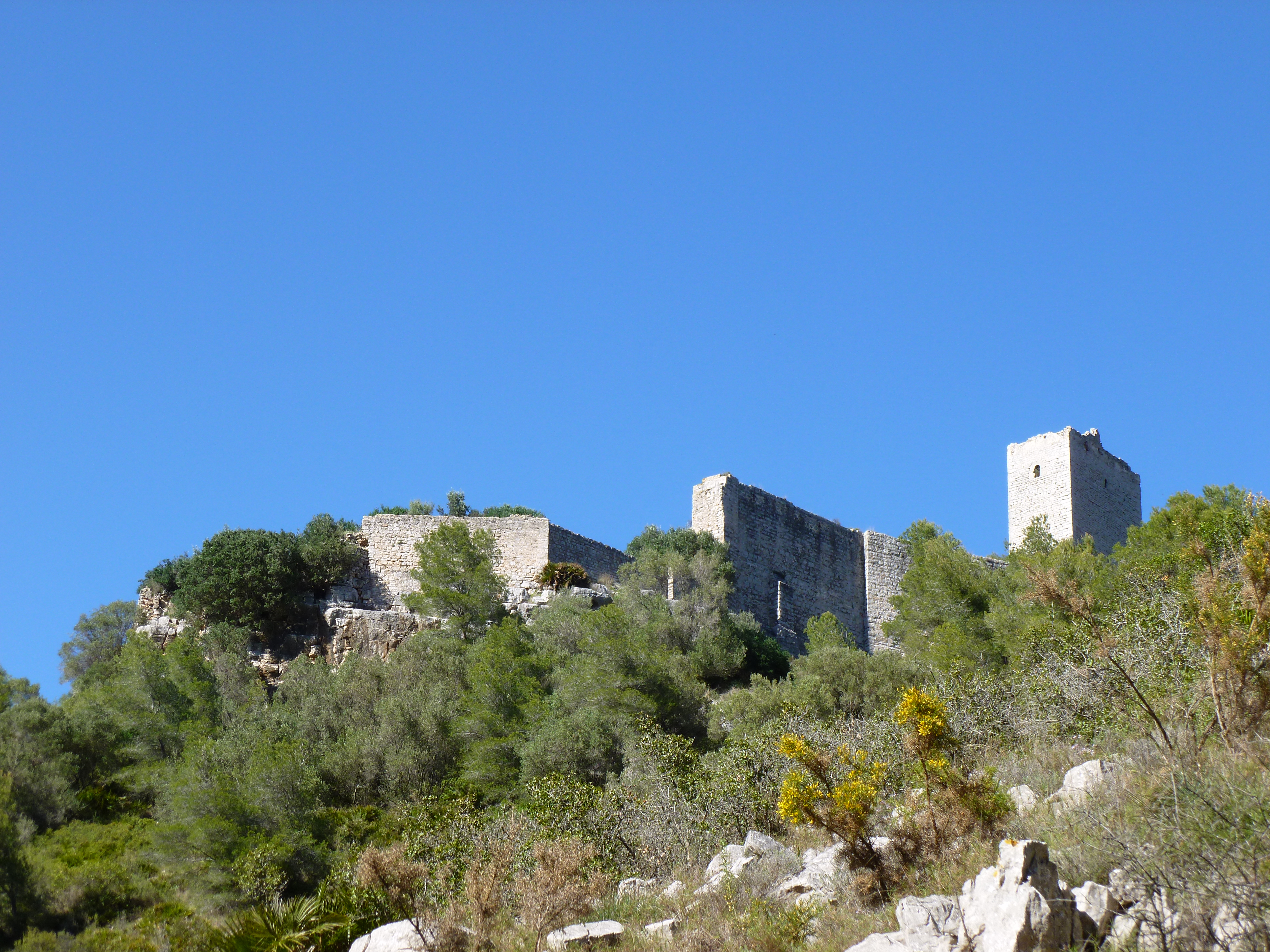
Reste der Burganlage
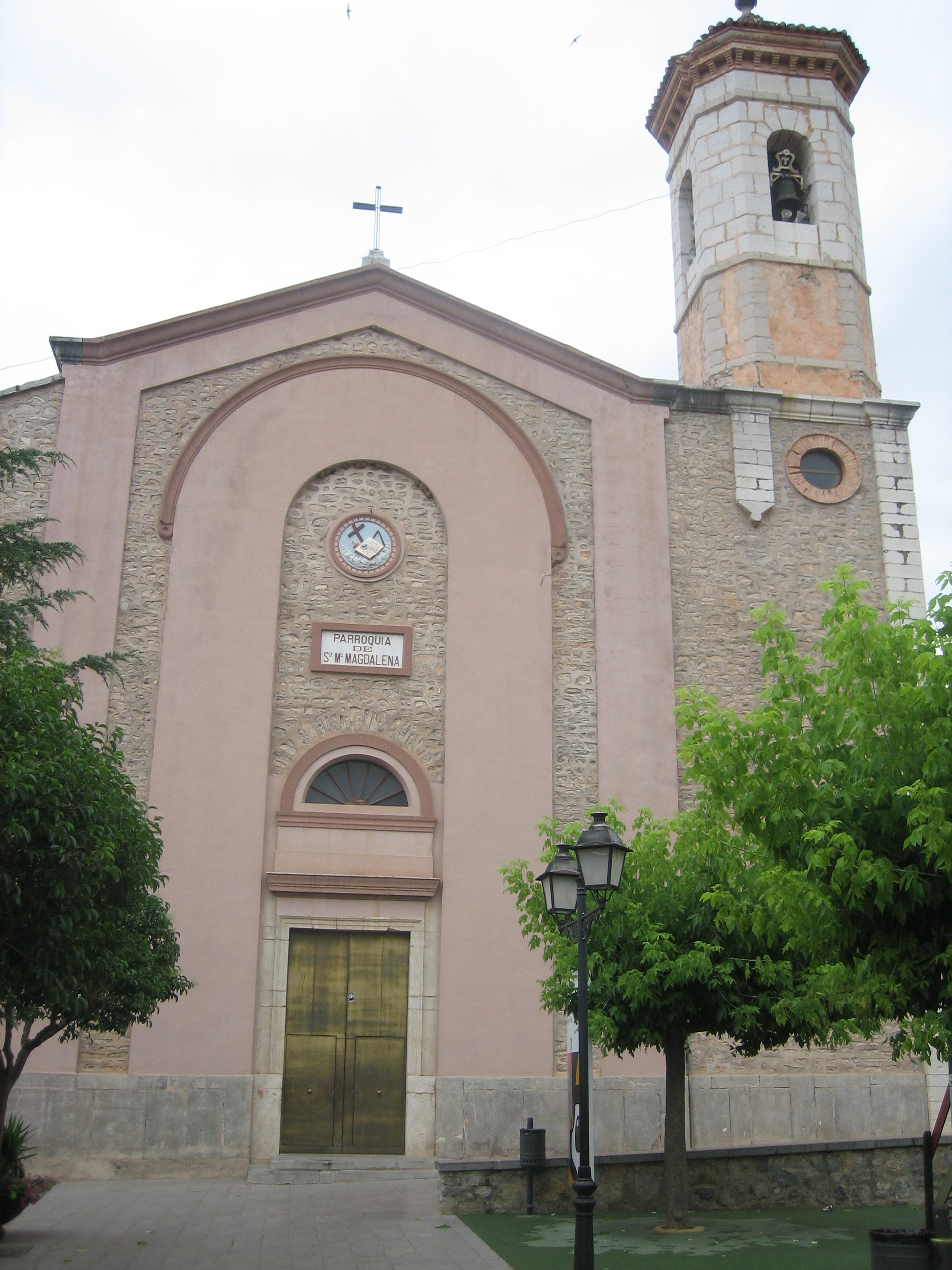
Magdalenenkirche
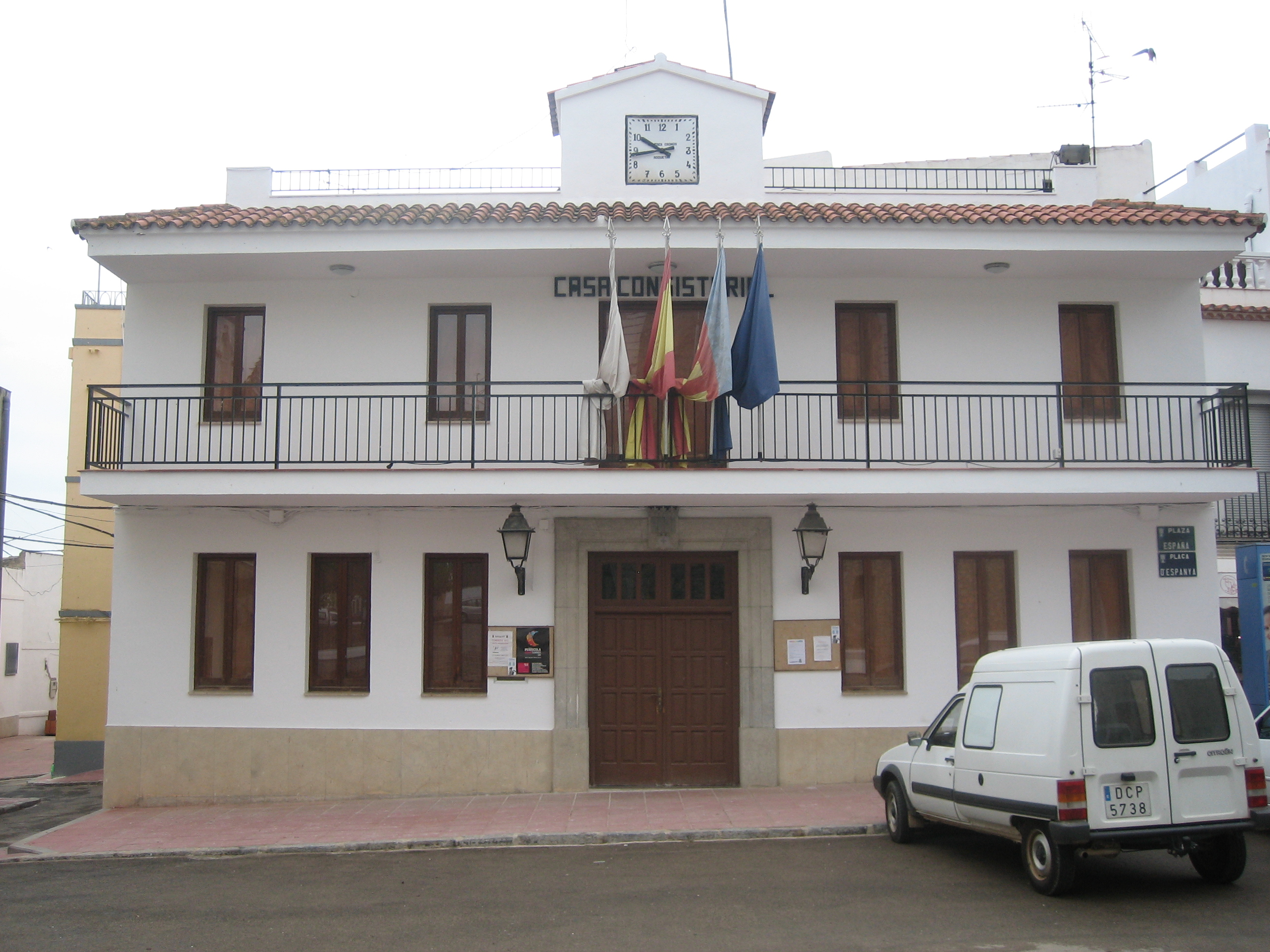
Rathaus